# 山崎誠士
山崎 誠士（やまざき せいじ、1984年7月29日 - ）は、地方競馬の川崎競馬場山崎尋美厩舎所属の騎手。地方競馬教養センター騎手課程第78期生。
祖父・山崎三郎、父・尋美、兄の裕也は調教師（三郎と尋美は元騎手）で、母方の祖父は滝沢久夫元調教師という競馬一家の出自である。

## 来歴
競馬一家で育つが騎手になるつもりはなかった。しかし兄・裕也が騎手になれなかったことから（家族の）誰かがやらないと、という感じで騎手を目指す。
2003年9月29日付けで地方競馬騎手免許を取得。
2004NARグランプリ優秀新人騎手賞を受賞。交流重賞勝ちを挙げるなど、町田直希（2005NARグランプリ優秀新人騎手賞受賞）とともに川崎競馬の若手騎手を代表する存在となっている。なお、山崎の勝負服の柄が「赤一色」であるのに対し、町田の勝負服は「黄一色」である。
2013年、川崎開催72勝で初のリーディングジョッキーとなる。

## 戦歴
- 2003年
  - 10月27日 - 初出走。川崎競馬第4競走でオレンジサッシュに騎乗し5着。
  - 10月28日 - 川崎競馬第6競走でヨーカンドパリに騎乗し、初勝利[7]。
- 2005年12月30日 - 大井競馬第7競走でディーエスライナーに騎乗し勝利、通算100勝達成。
- 2006年5月3日 - 名古屋競馬場のダートグレード競走、かきつばた記念で自厩舎のロッキーアピールに騎乗し優勝。重賞初勝利[8]。
- 2008年1月3日 - 報知オールスターカップでエスプリベンに騎乗し勝利。南関東地区重賞初勝利。
- 2010年5月23日 - 京都競馬場第8競走でリバーキャッスルに騎乗し勝利。JRA初勝利[9]。
- 2016年8月11日 - 浦和競馬第6競走にてティーケーボーラーで勝利し、地方競馬通算1000勝を達成[2]。
- 2019年6月5日 - 東京ダービーでヒカリオーソに騎乗し勝利。祖父・三郎、父・尋美が果たせなかったダービージョッキーに輝いた[10]。
- 2020年11月13日 - 川崎競馬第6競走にてコウジンホウオウで勝利し、地方競馬通算1500勝を14494戦目で達成[11]。
- 2023年8月22日 - 川崎競馬第5競走にてビッグパレードで勝利し、地方競馬通算1828勝となり、父尋美の地方競馬通算1827勝を超えた。
- 2025年6月18日 - 川崎競馬第3競走にてアイビーブリッツに騎乗して1着となり、南関東では現役5人目となる地方競馬通算2000勝を1万8281戦目で達成[12]。

## 主な騎乗馬
- ロッキーアピール（2006年かきつばた記念）
- エスプリベン（2008年報知オールスターカップ）
- ボランタス（2010年ゴールドカップ、2011年報知オールスターカップ、埼玉栄冠賞、浦和記念）
- ハードデイズナイト（2013年留守杯日高賞、優駿スプリント、アフター5スター賞）
- スターローズ（2015年ユングフラウ賞）
- モダンウーマン（2016年桜花賞、ユングフラウ賞）[13]
- ディーズプリモ（2016年東京湾カップ）
- ベルゼブブ（2016年戸塚記念）
- ヒカリオーソ（2019年東京ダービー、戸塚記念）
- ゴールドホイヤー（2020年羽田盃、2021年報知グランプリカップ、2022年マイルグランプリ、2023年京成盃グランドマイラーズ）
- マンガン（2020年東京湾カップ）
- インペリシャブル（2020年黒潮盃）
- ロカマドール（2021年佐賀ヴィーナスカップ）
- ロードクエスト（2021年せきれい賞、OROカップ）
- スピーディキック（2022年戸塚記念）
- アムクラージュ（2023年ルーキーズサマーカップ）